# Оливера Васић
Оливера Васић Цока (Горња Бадања, 18. август 1946 – Београд, 28. октобар 2015) била је српски етнолог и етнокореолог, настављач научно-истраживачког приступа утемељивача етнокореологије у Србији, сестара Љубице и Данице Јанковић.
Оливера Васић је цео живот предано радила на сакупљању и истраживању традиционалног плеса, или, како је она сама називала своју животну страст, на „проучавању народне“, односно, од средине 1990-их, „традиционалне игре“. Извођачку каријеру започела је у родном селу, а потом, од 1964. године, наставила у београдском културно-уметничком друштву „Градимир“. Након завршетка школовања најпре је као етнолог радила у Етнографском музеју у Београду. Одбрана доктората под називом Играчка традиција Подриња у светлу савремених етнокореолошких проучавања на Филозофском факултету у Београду 1988. године је отворила могућност за започињање њене академске каријере – предмет етнокореологија је уврштен на основне студије етномузикологије на Факултету музичке уметности у Београду 1990. године, а од 2000. године и на Академији уметности у Новом Саду – а самим тим и развој етнокореологије у Србији као самосталне академске научне дисциплине.

## Животни пут
Оливера Васић је рођена је 18. августа 1946. год. у селу Горња Бадања (Јадар, западна Србија), у учитељској породици. Основну школу је завршила у селу, а школовање наставила у Београду, прво у Шестој београдској гимназији, а потом на Економском факултету. 1967. год. је завршила први степен основних академских студија и стекла звање економисте; исте године уписује студије Етнологије, на Филозофском факултету у Београду, које је завршила 1972. год. На овом факултету је 1988. год. одбранила докторски рад из области етнокореологије, под називом Играчка традиција Подриња у светлу савремених етнокореолошких проучавања, а под менторством професора др Петра Влаховића.
Од 1964. до 1978. год. Оливера Васић је била члан ОКУД „Градимир“ из Београда. Као активан играч, у периоду од 1964. до 1976. била је и руководилац мањих играчких групација у околини Београда и Смедерева. Последње две године проведене у „Градимиру“ (1976-1978.) била је секретар и уметнички руководилац првог ансамбла. Почела је да се бави и теренским истраживањима 1968. год. и у току свог живота је спровела истраживања у преко хиљаду села Србије.
Каријера везана за рад у области сценског приказивања традиционалних игара Оливере Васић је престала 1978. године, када је добила посао у Етнографском музеју, на месту кустоса за збирку Вез и чипке. Паралелно са овим ангажовањем, перманентно се бавила истраживањем играчке традиције, у сарадњи са др Димитријем Големовићем, и активно писала у области етнокореологије. 1990. год., на позив професора Големовића, почиње паралелно да ради хонорарно на Одсеку за музикологију и етномузикологију Факултета музичке уметности у Београду, као први професор Етнокореологије и Етнологије на овом факултету и први професор Етнокореологије у Србији. 1991. год. напушта Етнографски музеј и добија стално запослење на Факултету музичке уметности, где је у октобру 2014. године дочекала пензију.
Увођењем предмета Етнокореологија на основне студије Етномузикологије, пре 25 година, Етнокореологија је постала академска научна дисциплина у Србији. Убрзо након тога, Оливера Васић је ангажована на неколико других универзитета у Србији и региону, као зачетник предмета Етнокореологија. Од 1994. до 1996. год. је била запослена на Факултету музике „Св. Ћирило и Методије“ на универзитету у Скопљу (Македонија), као први професор Етнокореологије, након чега је овај предмет, нажалост, укинут. 1996. год. је почела да ради на Академији уметности у Новом Саду, где је најпре предавала Етнологију, а од 2000. године и предмет Етнокореологију. На овом факултету је предавала до 2007. год. Од 1999. год. до 2014. је била ангажована на Академији Умјетности у Бања Луци (Босна и Херцеговина), такође као први професор Етнокореологије и Етнологије. 2006. год. је учествовала у осмишљавању студијског програма струковних студија смера Васпитач за традиционалну игру, при Високој школи струковних студија за образовање васпитача ''Зора Крџалић Зага'' у Кикинди, где је била ангажована у настави Етнокореологије.

## Научни допринос
Посебни оригинални доприноси др Оливере Васић развоју етнокореологије као академске дисциплине у Србији и региону јесу: 1. Увођење термина традиционална игра, који је заменио концепт „народних игара“ претходних истраживача; 2. Систематизација традиционалних игара према тзв. етнокореолошким целинама Србије;  3. Израда бројних етнографија играчких традиција појединачних географских и административних области; 4. Употреба лабанотације у етнокореолошкој едукацији на академском нивоу, али и њена промоција међу извођачима и кореографима; 5. Типологија основних образаца корака традиционалних игара у Србији.
Подела Србије на етнокореолошке целине подразумева груписање појединачних географских и административних области у пет одвојених целина, а то су: северна, централна, западна, североисточна и југоисточна Србија. Издвајање наведених целина је базирано на њиховим диферентним карактеристикама. Вишедеценијским фокусираним етнокореолошким теренским истраживањима, спроведеним на ширем подручју Србије, др Оливера Васић је теоријски утемељила наведену поделу. Ова подела уједно представља и теоријску основу за дефинисање тзв. плесних дијалеката Србије, којима се Оливера Васић бавила последњих неколико година живота.
Резултат спроведених теренских истраживања јесу многобројне етнографије играчких традиција појединачних географских и административних области публиковане као књиге и појединачни радови. Библиографија Оливере Васић броји 11 књига (шест самосталних и пет коауторских са проф. др Димитријем Големовићем) и 167 научних радова. Међу целовитим монографским публикацијама су етнографије традиционалних игара Бујановца и околине (1980), Ваљевске Колубаре (1984), Пештери (1984), Азбуковице (1989), Титовоужичког краја (1990), Подриња (1992), Такова (1994) и друге. У својим научним радовима, др Оливера Васић се доминантно бавила играчким традицијама појединачних географских и административних области, а најчешће југоисточне и североисточне Србије (Бела Паланка, Сврљиг, Ђердапско Подунавље, Тимок и Заглавак итд.). Посебна сфера научног интересовања др Оливере Васић били су ритуални плесови, или употребимо њену формулацију обредне игре, којима је такође посвећен велики број радова. Најзначајнији од њих су сабрани у књигама Трагови, Опстајање  и Сећање.
Све наведене етнографије, поред текста, садрже кинетограме и мелодијске записе игара. Употребом лабанотације, др Оливера Васић је направила фундаменталан заокрет у етнокореологији у Србији, на којем је до данас базиран њен развој као академске научне дисциплине. Као први етнокореолог који је документовао теренски материјал лабанотацијом, а уједно и први универзитетски професор Етнокореологије у Србији, др Оливера Васић је искористила прилику да утемељи употребу Лабановог писма на академском нивоу. Лабанотација је од самог почетка интегрисана као неизоставни део изучавања традиционалних игара, у оквиру предмета Етнокореологија на свим нивоима студија.

## Допринос Центра за проучавање народних игара
Паралелно са научно-истраживачким радом и академским ангажовањем, Оливера Васић се бавила и едукацијом играча аматера. Убрзо по запослењу на Факултету музичке уметности у Београду, 1990. год., на њену иницијативу је основан Центар за проучавање народних игара Србије, при овој институцији. У кратком периоду, Центар је имао седиште у Националном ансамблу песама и игара Србије ''Коло”, а данас функционише као самостално, преименовано етнокореолошко струковно удружење – Центар за истраживање и очување традиционалних игара Србије (ЦИОТИС). Ова Организација, на челу са др Оливером Васић, до сада је организовала изузетно велики број теренских истраживања широм Србије и ангажовала многобројне истраживаче – етномузикологе и етнокореологе, а пре свега, истраживаче аматере, односно ентузијасте, који су се уз проф. Васић обучили за теренска истраживања, а касније и афирмисали као демонстратори народних игара или ''предавачи”, на Семинарима Центра. Развој кореографисаног фолклора у Србији и српској дијаспори, у последње две деценије, у највећој мери се базира на активностима ових кадрова. Делатност Центра за проучавање народних игара Србије (данас ЦИОТИСа) до данас се одвија на два колосека, а то су: теренско-истраживачки рад, који има за циљ прикупљање и публиковање теренског материјала и организацију семинара за учење традиционалних игара, на којима се окупљају руководиоци културно-умјетничких друштава Србије, региона и српске дијаспоре. Прикупљен материјал се полазницима семинара презентује практично и теоријски. Од 1990. год. до данас је одржано 38 семинара, које је похађало преко 3500 полазника. Семинаре прати едиција под називом Народне игре Србије, коју су уређивали др Оливера Васић и др Димитрије Големовић. У оквиру ове едиције су објављене 34 књиге, са преко 60 истражених области Србије и региона и преко 1350 записаних игара Срба, Хрвата, Бошњака, Словака, Русина, Мађара и Румуна. Наведени семинари остварују фундаменталан утицај на сценско приказивање традиционалних игара у Србији,  током последњих двадесет година.
Узимајући у обзир ширину деловања др Оливере Васић или, другим речима, сагледавајући њену досадашњу каријеру целовито, може се закључити да је она својим ангажовањем наставила мисију сестара Јанковић. Подједнаком посвећеношћу на научно-истраживачком, академском и едукативно-апликативном плану, др Оливера Васић је немерљиво допринела чувању традиционалних игара од заборава и афирмацији и развоју етнокореологије као научне дисциплине у Србији и региону.